# Salem (Oregón)
Salem es la capital del estado estadounidense de Oregón y del condado de Marion. Está ubicada en el valle Willamette, a lo largo del río Willamette, que atraviesa la ciudad en dirección norte. El nombre de la ciudad deriva de la palabra hebrea "shalom", que significa "paz". Salem ha sido la capital de Oregón desde 1851, con la excepción de unos meses en 1855, cuando se trasladó a Corvallis. La población de Salem era de 154 637 habitantes en 2010. La mayor fuente de empleo en Salem es la administración del Estado, pero también es un destacado centro de procesamiento de alimentos agrícolas.

## Geografía
Salem se encuentra ubicada en las coordenadas 44°55′51″N 123°1′44″O / 44.93083, -123.02889.

### Clima
| Parámetros climáticos promedio de Salem, Oregon (McNary Field), normales 1991–2020, extremos 1893-presente | Parámetros climáticos promedio de Salem, Oregon (McNary Field), normales 1991–2020, extremos 1893-presente | Parámetros climáticos promedio de Salem, Oregon (McNary Field), normales 1991–2020, extremos 1893-presente | Parámetros climáticos promedio de Salem, Oregon (McNary Field), normales 1991–2020, extremos 1893-presente | Parámetros climáticos promedio de Salem, Oregon (McNary Field), normales 1991–2020, extremos 1893-presente | Parámetros climáticos promedio de Salem, Oregon (McNary Field), normales 1991–2020, extremos 1893-presente | Parámetros climáticos promedio de Salem, Oregon (McNary Field), normales 1991–2020, extremos 1893-presente | Parámetros climáticos promedio de Salem, Oregon (McNary Field), normales 1991–2020, extremos 1893-presente | Parámetros climáticos promedio de Salem, Oregon (McNary Field), normales 1991–2020, extremos 1893-presente | Parámetros climáticos promedio de Salem, Oregon (McNary Field), normales 1991–2020, extremos 1893-presente | Parámetros climáticos promedio de Salem, Oregon (McNary Field), normales 1991–2020, extremos 1893-presente | Parámetros climáticos promedio de Salem, Oregon (McNary Field), normales 1991–2020, extremos 1893-presente | Parámetros climáticos promedio de Salem, Oregon (McNary Field), normales 1991–2020, extremos 1893-presente | Parámetros climáticos promedio de Salem, Oregon (McNary Field), normales 1991–2020, extremos 1893-presente |
| Mes | Ene. | Feb. | Mar. | Abr. | May. | Jun. | Jul. | Ago. | Sep. | Oct. | Nov. | Dic. | Anual |
| --- | --- | --- | --- | --- | --- | --- | --- | --- | --- | --- | --- | --- | --- |
| Temp. máx. abs. (°C)                                                                                       | 20 | 22.2 | 26.7 | 33.9 | 37.8 | 47.2 | 42.2 | 42.2 | 40 | 33.9 | 23.3 | 22.2 | 47.2 |
| Temp. máx. media (°C)                                                                                      | 9.1 | 11.2 | 13.8 | 16.4 | 20.6 | 23.7 | 28.6 | 28.7 | 25.3 | 18.2 | 12 | 8.6 | 18 |
| Temp. media (°C)                                                                                           | 5.6 | 6.7 | 8.6 | 10.7 | 14.3 | 17.1 | 20.7 | 20.7 | 17.8 | 12.4 | 7.9 | 5.2 | 12.3 |
| Temp. mín. media (°C)                                                                                      | 2.1 | 2.2 | 3.5 | 5 | 7.9 | 10.4 | 12.8 | 12.7 | 10.3 | 6.6 | 3.9 | 1.7 | 6.6 |
| Temp. mín. abs. (°C)                                                                                       | -23.3 | -20 | -11.1 | -5 | -3.9 | 0 | 1.7 | -1.1 | -3.3 | -7.2 | -12.8 | -24.4 | -24.4 |
| Precipitación total (mm)                                                                                   | 154.4 | 115.3 | 110.5 | 79.2 | 57.2 | 31.8 | 6.4 | 9.9 | 37.1 | 88.1 | 151.1 | 177 | 1018 |
| Días de precipitaciones (≥ 0.2 mm)                                                                         | 18.2 | 15.9 | 17.5 | 15.7 | 11.6 | 8.0 | 2.3 | 3.2 | 6.4 | 12.5 | 17.7 | 18.9 | 147.9 |
| Horas de sol                                                                                               | 77.6 | 117.9 | 200.3 | 238.1 | 281.7 | 295.2 | 350.3 | 318.8 | 253.1 | 171.0 | 86.2 | 73.5 | 2463.7 |
| Humedad relativa (%)                                                                                       | 82.9 | 81.5 | 77.3 | 73.6 | 71.1 | 67.8 | 63.0 | 64.3 | 69.4 | 79.5 | 84.8 | 84.9 | 75.0 |
| Fuente: NOAA (horas de sol y humedad 1961–1990)                                                            | | | | | | | | | | | | | |

## Demografía
Según la Oficina del Censo, en 2000 los ingresos medios por hogar en la localidad eran de $38 881, y los ingresos medios por familia eran de $46 409. Los hombres tenían unos ingresos medios de $34 746 frente a los $26 789 de las mujeres. La renta per cápita en la localidad era de $19 141. Alrededor del 15.0 % de la población estaba por debajo del umbral de pobreza.

## Ciudades hermanadas
Salem está hermanada con las siguientes ciudades:
- Gimhae, Gyeongsang del Sur, Corea del Sur.
- Ibarra, Imbabura, Ecuador.
- Kawagoe, Saitama, Japón.
- /   Simferópol
- Salem, Comunidad Valenciana, España.

## Educación
El Distrito Escolar de Salem-Keizer gestiona las escuelas públicas de la ciudad.

### En inglés
- City of Salem Official Government Website, sitio oficial de la ciudad
- Salem Oregon Community Guide, sitio no comercial de la ciudad
- Salem Oregon History in Brief, una corta historia de Salem

### En español
- Salem (Oregon) Historia en Línea, una corta historia de Salem

- Datos: Q43919
- Multimedia: Salem, Oregon / Q43919